# Danais comorensis
Danais comorensis är en måreväxtart som beskrevs av Emmanuel Drake del Castillo. Danais comorensis ingår i släktet Danais och familjen måreväxter. Inga underarter finns listade i Catalogue of Life.